# 多格拉人
多格拉人（旁遮普語、喀什米爾語、多格拉語、印地語、烏爾都語：ڈوگرا / डोगरा；藏語、拉達克語：སྀན་པ 或 ཤྀན་པ）是分布于南亚的北方印度雅利安人种族，是拉傑普特人的分支，生活于印控克什米尔查谟地区及其接邻的印度旁遮普、喜马偕尔和巴基斯坦东北部。藏族人称他们为森巴人，见森巴战争。
多格拉人讲自己本民族语言多格拉语，直至2003年才被印度定为一种民族语言，之前这一语言因其和旁遮普語难以分辨的细微差别而一直作为旁遮普語方言。大多数多格拉人信仰印度教，少部分信仰伊斯兰教。在历史上，他们曾有自己的国家查谟和克什米尔土邦。